# Esterhazya
Esterhazya  es un género plantas fanerógamas perteneciente a la familia Scrophulariaceae. Ahora clasificada dentro de la familia Orobanchaceae. Comprende 12 especies descritas y de estas, solo 7 aceptadas.

## Taxonomía
El género fue descrito por Johann Christian Mikan y publicado en Delectus Florae et Faunae Brasiliensis 1821.    La especie tipo es:  Esterhazya splendida

## Especies aceptadas
A continuación se brinda un listado de las especies del género Esterhazya  aceptadas hasta mayo de 2014, ordenadas alfabéticamente. Para cada una se indica el nombre binomial seguido del autor, abreviado según las convenciones y usos:  
- Esterhazya andina Herzog
- Esterhazya caesarea
- Esterhazya eitenorum
- Esterhazya macrodonta  (Cham.) Benth.
- Esterhazya nanuzae
- Esterhazya splendida
- Esterhazya triflora R.B.Moura & R.J.V.Alves